# Jochen Arntz
Jochen Arntz (* 1965 in Bergneustadt) ist ein deutscher Journalist und ehemaliger Chefredakteur der Berliner Zeitung. Seit 2020 ist er Sprecher der Bertelsmann Stiftung.

## Leben und Karriere
Arntz studierte von 1986 bis 1992 Geschichte und Germanistik an der Universität zu Köln. Er schloss das Studium mit dem Master of Arts ab. Im Anschluss an das Studium begann er 1994 seine berufliche Tätigkeit bei der Berliner Zeitung. Bis 2007 arbeitete er dort zunächst als Volontär, dann als Redakteur und später als Ressortleiter für die Berliner Zeitung. Von 2007 bis 2014 war Arntz leitender Redakteur bei der Süddeutschen Zeitung in München. Im Anschluss war er bis 2016 Chefredakteur der DuMont-Hauptstadtredaktion in Berlin.
Von 2016 bis August 2020 war er Chefredakteur der Berliner Zeitung.
Im Jahr 2013 wurde er mit dem Theodor-Wolff-Preis, dem Journalistenpreis der deutschen Zeitungen, ausgezeichnet.

## Veröffentlichungen
- Jochen Arntz, Holger Schmale: John Kerry: Kandidat gegen Bush – Amerika vor der Entscheidung. Kiepenheuer und Witsch, Köln 2004, ISBN 978-3-462-03445-5.
- Jochen Arntz: 1964: Deutschlands stärkster Jahrgang. Süddeutsche Zeitung Edition, München 2013, ISBN 978-3-86497-154-9.
- Jochen Arntz, Holger Schmale: Die Kanzler und ihre Familien: Wie das Privatleben die deutsche Politik prägt. DuMont, Köln 2017, ISBN 978-3-8321-9851-0, S. 271.
- Jochen Arntz, Holger Schmale: Wannsee: An den Ufern deutscher Geschichte. Herder, Freiburg 2024, ISBN 978-3-451-39931-2, S. 224.